# Meliae

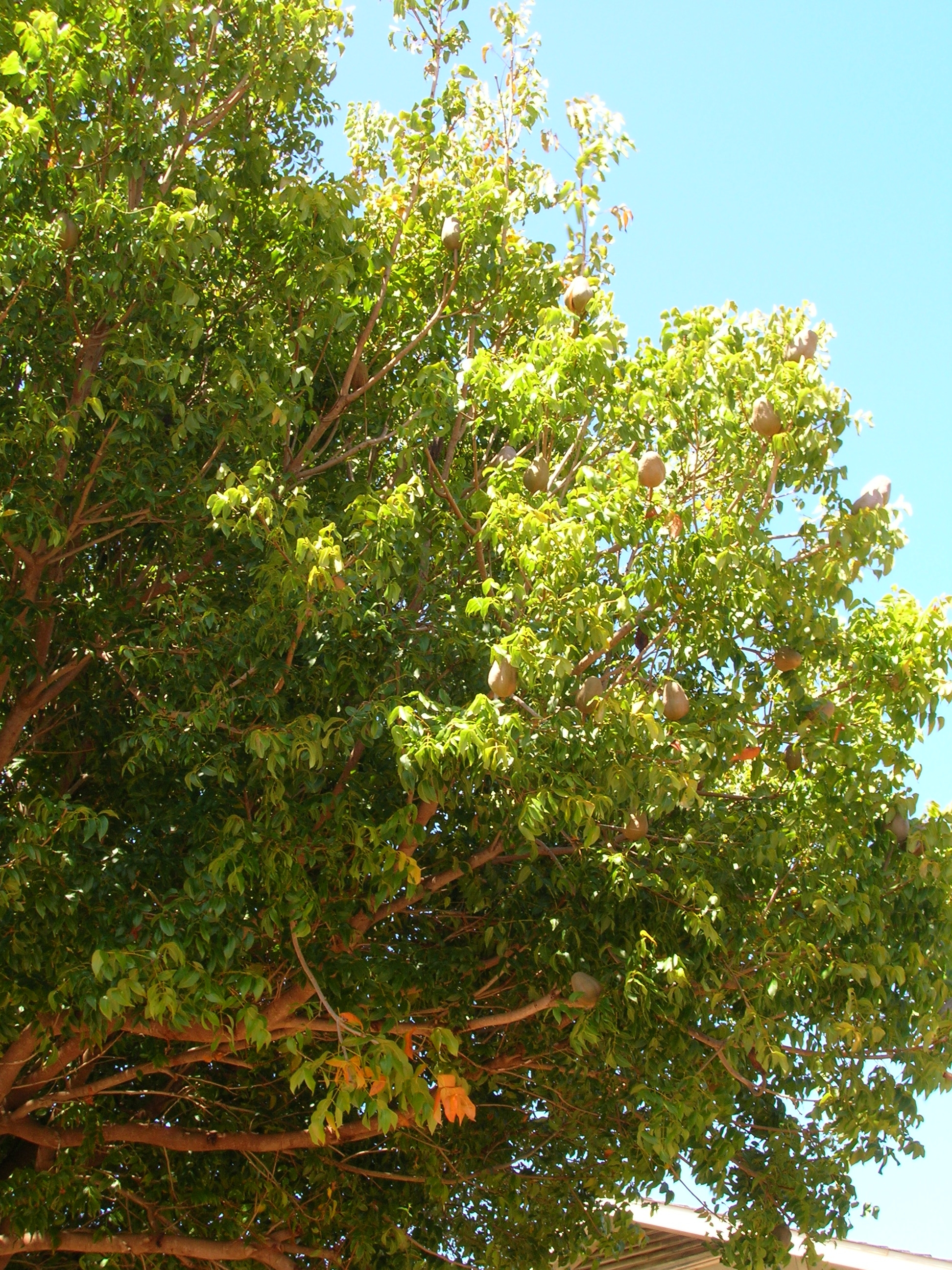
Swietenia

Meliae, na classificação taxonômica de Jussieu (1789), é uma ordem botânica da classe Dicotyledones, Monoclinae (flores hermafroditas ), Polypetalae ( corola com duas ou mais pétalas) e estames hipogínicos (quando os estames estão inseridos abaixo do nível do ovário).
Apresenta os seguintes gêneros:
- Winterania, Symphonia, Tinus, Geruma, Aytonia, Quivisia, Turraea, Ticorea, Sandoricum, Portesia, Trichilia, Elcaja, Guarea, Ekebergia, Melia, Aquilicia, Swietenia, Cedrela.